# نظام التعليق كريستي

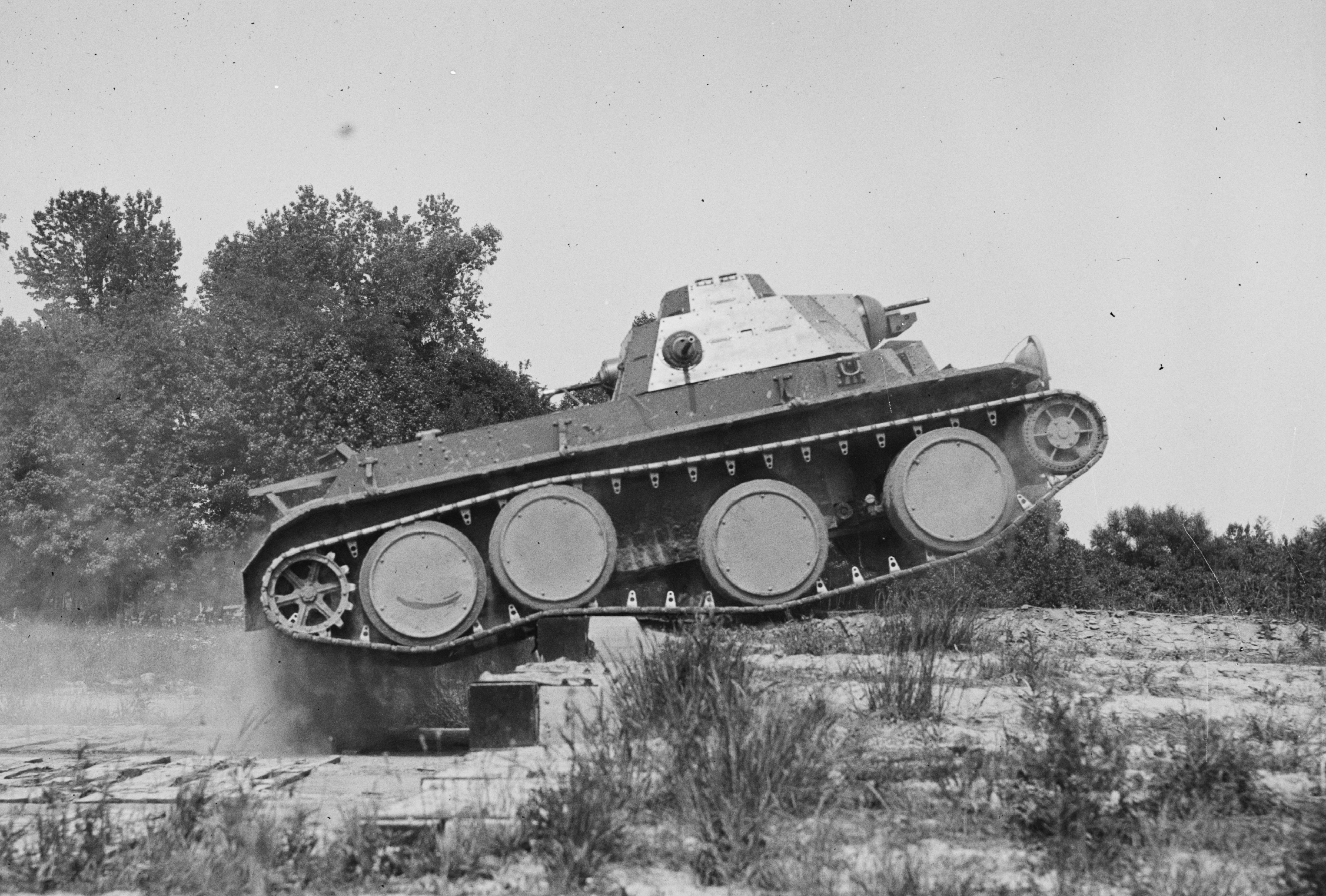
يسمح نظام التعليق الذي طوره كريستي للدبابات أن تسير بشكل أكثر سرعة فيالمناطق الوعرة مقارنة من نظام النوابض الصفيحية التقليدي

 نظام التعليق كريستي (بالإنجليزية: Christie suspension)‏ هو نظام تعليق من اختراع المهندس الأمريكي جون كريستي، يسمح نظام التعليق الذي طوره كريستي للدبابات أن تسير بشكل أكثر سرعة في المناطق الوعرة مقارنة من نظام النوابض الصفيحية التقليدي، زود نظام تعليق كريستي بدبابات بي تي وتي-34 السوفيتية ودبابات كرويزر البريطانية خلال الحرب العالمية الثانية.